# Pierce Lake
Pierce Lake är en sjö i Kanada.   Den ligger i Kenora District och provinsen Ontario, i den sydöstra delen av landet, 1 600 km nordväst om huvudstaden Ottawa. Pierce Lake ligger 224 meter över havet. Arean är 76 kvadratkilometer. Den sträcker sig 16,1 kilometer i nord-sydlig riktning, och 9,9 kilometer i öst-västlig riktning.
Trakten runt Pierce Lake är nära nog obefolkad, med mindre än två invånare per kvadratkilometer.